# Apple TV+
Pour les articles homonymes, voir Apple TV.
 (mars 2022).
Apple TV+ est un service de diffusion en continu par abonnement détenu et exploité par la société américaine Apple, notamment disponible par le biais de l’application Apple TV.
Lancé le 1er novembre 2019, le service est aujourd'hui présent dans plus de 100 pays dans le monde. Il ne propose presque que des films et séries télévisées originaux et cherche à concurrencer les autres grands services de vidéo à la demande, notamment Netflix, Prime Video, Max ou Disney+.

## Histoire

### De 2017 à 2019: création et lancement
Le 16 juin 2017, Apple nomme Jamie Erlicht et Zack Van Amburg à la tête de leur nouvelle unité vidéo mondiale, sans réellement annoncer ce à quoi sera consacrée cette nouvelle unité. Ce n'est qu'en novembre de la même année qu'Apple confirme officiellement qu'il se lance dans la programmation de scénarios originaux, mais ne fait pas d'annonce de nouveau service de vidéo à la demande ou de partenariat avec un service de ce genre.
C'est le 25 mars 2019, soit presque deux ans après la création de sa propre unité vidéo, au cours d'un événement spécial services au siège d'Apple, que l'entreprise annonce qu'Apple TV+ sera lancé simultanément dans plus d'une centaine de pays, dont les États-Unis et la France le 1er novembre 2019,,,,, avec uniquement de nouvelles séries originales et de nouveaux films signés Apple,.
Pour son lancement, la plateforme s'est attachée un certain nombre de célébrités (acteurs, réalisateurs, animateurs...) comme Jennifer Aniston, Reese Witherspoon, Oprah Winfrey, Steven Spielberg, Chris Evans ou encore Jason Momoa, afin de soutenir la création de contenus originaux de qualité,, que l'entreprise nomme par la suite les « Apple Originals » (littéralement « les originaux d'Apple »). De plus, le service a déjà signé un certain nombre de contrats pluriannuels, comme avec les sociétés A24,,, True Jack Productions de Jason Katims,, et Harpo Productions d'Oprah Winfrey pour maintenir une certaine cadence de nouveaux programmes originaux.

### Depuis 2020: renforcement
Tout au long de 2020, Apple TV+ a signé de nombreux partenariats pluriannuels pour créer de plus en plus de nouveaux programmes originaux, notamment en signant avec Richard Plepler,, Julia Louis-Dreyfus,, Ridley Scott via sa société de production Scott Free Production,, mais aussi avec la Fondation Maurice Sendak,, l'acteur Idris Elba, et sa société de production, avec Appian Way la société de production de Leonardo DiCaprio, Martin Scorsese, et sa société de production, Sikelia Productions,, ou encore l'animateur Jon Stewart,.
Pour des raisons de sécurité sanitaires face au Covid-19, les tournages de tous les Apple Originals furent mis en pause par mesure de précautions, dès le 13 mars,,. Puis, début automne suivant, les différents tournages ont pu reprendre mais sous certaines conditions.
Le 4 juin 2020, on apprend que le service aurait engagé James DeLorenzo pour s'occuper de la division sport de sa plateformeet, plus tard dans la journée, Apple annonce qu'Ipsita Dasgupta est choisi pour s'occuper des services de la marque en Inde, dont Apple TV+.
À la mi-2020, Apple semble changer sa stratégie et commence à racheter d'anciens contenus d'autres studios,, en commençant par Fraggle Rock, cet été, puis en septembre, Long Way Down et Round, et en octobre les programmes Peanuts.
Début juillet, Apple TV+ débauche le coprésident chez Sony Pictures Television, Chris Parnell.
Le 24 juillet, à la suite de la diffusion et du succès du film Greyhound avec Tom Hanks, il semble que la plateforme change sa stratégie concernant les films, et cherche à proposer plus de films de grande ampleur, ce qui coïncide avec ses récentes acquisitions, Palmer (avec Justin Timberlake), Emancipation (avec Will Smith), l'adaptation du livre Snow Blind, et deux jours plus tard, l'annonce de diffusion de Cherry, le prochain film des frères Russo avec Tom Holland comme acteur principal.
Le 8 octobre, Apple TV+ rejoint officiellement l'Alliance for Creativity and Entertainment (ACE), qui est une association dont la mission est de combattre le piratage. On y compte déjà de nombreux acteurs de la VoD, comme Netflix, Sony Pictures, Warner Bros, Prime Vidéo, Canal+, etc..
En décembre 2020, Apple TV+ est averti par plusieurs autorités audiovisuelles comme le Service de médias audiovisuels européen et Catherine Martin, le ministre de la Culture et des Médias irlandaise, qu'il lui faudrait rapidement investir dans un contenu plus européen pour atteindre le quota de 30 % de production européenne sur le service sous peine de sanctions.
En janvier suivant, JP Richards, l’ancien directeur marketing de Warner Bros est embauché au sein de l'équipe dirigeante du service d'Apple,.
Le 2 février 2021, à la suite de la sortie du film Palmer, le service annonce avoir enregistré un record d'audience lors du week-end de sortie, avec selon Variety une hausse de l'audience du service  de +33 %.
En juin 2021, Apple décide après de nombreuses annonces sur les programmes à venir que la période d'essai d'un an à Apple TV+ pour l'achat d'un appareil de la marque sera réduite à trois mois à partir du 1er juillet 2021,.
Le 24 juin 2021, Le Figaro dévoile la première production franco-anglaise du service qui est en tournage en Grande-Bretagne : une série baptisée Liaison, qui est la première production originale en langue française de la plateforme,,.
En 2021, Apple TV+ a signé des contrats pluriannuels avec Malala Yousafzai, Natalie Portman,, Brian Grazer et Ron Howard, via Imagine Entertainment, entre autres.
En juillet 2024, le média Bloomberg publie une série d'articles sur les difficultés de la plateforme. Apple TV+ n'attire ainsi que 0,2 % des téléspectateurs aux États-Unis, soit moins de vues en un mois que Netflix en une journée, pour des dépenses de 20 milliards de dollars depuis son lancement.

### Slogans
Apple TV+ n'a pas un slogan défini contrairement à Netflix ou OCS par exemple. Cependant, on peut remarquer que certaines phrases sont mises en avant autour de la plateforme. Ainsi, après l'annonce du service, on pouvait lire : « Apple TV+ : Que le spectacle commence ! » ; et, par la suite, la phrase « Apple Originals, des histoires qui nous ressemblent » fut affichée sur les applications TV des produits Apple, mais celle que l'on retrouve actuellement est la phrase « Toutes les créations Apple Originals. Exclusivement sur Apple TV+ ».

## Statistiques

### Investissements et utilisateurs
Pour la création de ses premiers contenus originaux, Apple a prévu d'investir 6 milliards de dollars de manière à pouvoir concurrencer rapidement les leaders de ce marché,,.
En mars 2020, Apple TV+ aurait vu augmenter son taux de visionnage de presque 9 %, cependant, le nombre d'abonnés au service n'aurait quant à lui pas augmenté, selon certains analystes, il aurait même pu diminuer, mais cela peut être dû au fait qu'Apple offre toujours un an d'abonnement pour tout achat d'un produit de la marque, et le confinement semble avoir été propice à l'achat de nouveaux iPads, ou de MacBooks pour s'occuper, ou travailler,.
Cette croissance peut se confirmer lors de sondages, c'est par exemple ce qu'a fait le cabinet d'études Parks Associates, entre le 8 mars et le 3 avril 2020, qui affirme que la plateforme de vidéo à la demande d'Apple serait utilisée par environ 10 % des personnes sondées, ce qui est beaucoup à la vue de son catalogue face à la concurrence. Ce sondage nous apprend également que sur les 10 % d'abonnés à Apple TV+, une très grande partie serait due à l'année offerte par Apple, que 72 % seraient aussi abonnés au géant Netflix, et que 69 % des utilisateurs de la plateforme d'Apple auraient annulé un abonnement à un service OTT au cours des douze derniers mois.
En janvier 2021, le site JustWatch dévoile que la part de marché d'Apple TV+ aux États-Unis est loin derrière les autres services de SVOD, avec seulement 3 % contre 31 % pour Netflix et 13 % pour Disney+ lancé seulement quelques mois après le service d'Apple, le site précise que cela s'expliquerait par le choix d'Apple TV+ de proposer majoritairement des programmes originaux. Dans le même temps, un sondage révèle que plus de 60 % des abonnés au service ne paient pas pour regarder le contenu,, ce qui est le plus fort taux (toutes plateformes confondues), de plus seuls 30 % envisagent de payer après la période de gratuité.
En avril 2021, le cabinet BearingPoint dévoile une étude réalisée fin 2020, mettant en avant le pourcentage de personnes qui partagent leurs abonnements à des services de vidéos à la demande payants en France, ainsi, le cabinet estime que 29 % des personnes françaises abonnées à Apple TV+ partagent leur compte, ce qui est inférieur à Netflix et Disney+, tous deux à 41 % de partage, mais supérieur à Prime Vidéo qui est à 25 %. Dans le même temps, JustWatch a révélé que les programmes Apple Originals avaient une part de marché d'environ 3% en France au premier trimestre de 2021, tandis que Netflix reste en tête avec environ 30 % et Disney+ est déjà à 13 %,.

### Récompenses
Le 26 juillet 2020, Apple TV+ annonce que ses programmes originaux ont déjà reçu 71 nominations, et 25 récompenses lors de cérémonies, notamment lors des SAG Awards, des Golden Globe Award, ou encore des Peabody Award entre autres. De plus, la plateforme est la première plateforme de diffusion en continu à remporter un Daytime Emmy Award.
À la mi-décembre suivant, Apple TV+ fait le bilan de sa première année en affirmant être celle qui en a reçu le plus de reconnaissance pour ses programmes originaux au cours de sa première année d'existence avec 136 nominations, et 43 victoires.
Le 15 mars 2021, Apple TV+ reçoit ses premières nominations aux Oscars, pour deux de ses programmes originaux, USS Greyhound et Le Peuple Loup.
Le 16 avril suivant, le service annonce avoir passé le cap des cent récompenses, notamment grâce aux cinq victoires du Peuple Loup (Wolfwalkers en anglais) aux Annie Awards. Au total, Apple TV+ a reçu 105 prix et 358 nominations en 17,5 mois d'existence.
À la suite des Primetime Emmy Awards du 19 septembre 2021, le service devient le premier service de diffusion en continu à obtenir un prix de meilleur programme dans sa deuxième année d'existence, grâce à la victoire de Ted Lasso en tant que meilleur série comique,.
En février 2022, le service annonce avoir obtenu plus de 900 nominations et 200 récompenses lors de cérémonies.

## Programmes distribués
En juillet 2022, près de 120 programmes originaux, et une douzaine de programmes non originaux sont disponibles sur Apple TV+ en France ; Le peuple loup est disponible dans d'autres pays francophones, mais suit la chronologie des médias en France (les programmes sportifs ne sont ici pas inclus).

### Apple Originals
Apple TV+ diffuse majoritairement des programmes originaux, les Apple Originals, tels que les séries Pachinko, The Morning Show, Servant, Ted Lasso, Severance, Mythic Quest, SEE et The Afterparty, des films originaux, dont On the Rocks, The Banker, CODA, Cherry, Swan Song ou USS Greyhound, des documentaires, comme Beastie Boys Story, Billie Eilish: The World's a Little Blurry et The Velvet Underground, des programmes jeunesse, Le Snoopy Show, Helpsters, et Eau-Paisible, ou encore des émissions de Noël avec Mariah Carey, et des courts-métrages, notamment avec les Peanuts, mais aussi Nous sommes là : notes concernant la vie sur la planète Terre, Blush, et L'année où la Terre a changé.
La première production originale du service en langue française devrait être Liaison,'.
Selon une étude sortie fin juin 2022, Apple TV+ serait le service avec en moyenne les contenus les mieux notés (7,08/10 en moyenne sur iMDB),.

### Programmes non originaux
Depuis l'été 2020, le service propose une douzaine de programmes non originaux que sont Fraggle Rock, Long Way Down, Long Way Round, et des courts-métrages des Peanuts en France. D'autres programmes (notamment sportifs) peuvent être disponibles dans d'autres pays.
Le service diffusera prochainement d'autres courts métrages sur les Peanuts, ainsi que d'anciens contenus sportifs.

### Sports
Depuis début 2022, Apple TV+ possède des droits de diffusions de sports d'Amérique du Nord, et en diffuse en direct depuis le 8 avril 2022,.

#### Baseball (MLB)

Logo du programme « Friday Night Baseball » sur Apple TV+

Lors de la Keynote du 8 mars 2022, Apple TV+ et la MLB annoncent une exclusivité de diffusion pour deux matchs par semaine, le vendredi soir avec des émissions dédiés avant et après les matchs baptisé « Friday Night Baseball », leurs diffusions sera accessible dans huit pays, et par la suite pourra être étendu à d'autres,,,. Le début des matchs en directs est annoncé pour le 8 avril suivant en même temps que le programme des douze premières semaines,,,.
En début avril, il est également dévoilé autre une émission régulière du lundi au vendredi, une chaîne en diffusion en continu 24 h/24 (qui diffusera notamment des rediffusions des matchs de la saison régulière en cours, d'anciens matchs, des actualités, les temps forts des matchs ainsi que des analyses), des actualités de la ligue seront publiés sur Apple News (dans les pays ou le service est disponible), des listes de lecture sur Apple Music et d'autres programmes de diffusion en continu à venir pour Apple TV+ sont également annoncés,,.
Il est estimé qu'Apple débourserait 85 millions de dollars par an pour les droits de diffusion, qu'elle peut se retirer de l'accord après la première ou la deuxième année et que celui-ci peut durer jusqu'à sept ans,.

#### Football / Soccer (MLS)
Le 14 juin 2022, Apple annonce que la MLS lancera un service regroupant l'intégralité des matchs sur l'application TV et qu'Apple TV+ obtiendra « une large sélection de matchs de la MLS et de la Leagues Cup », cependant les matchs qui seront diffusés par le service d'Apple n'ont pas été communiqués mais les principales affiches devraient en faire partie,,.
Le contrat est annoncé pour durer dix ans, plus précisément à partir du début de l’année en 2023 et pour s'achever en 2032, selon la presse américaine le contrat est estimé à 250 millions de dollars par an, soit environ 2,5 milliards de dollars pour l'ensemble,,.
La liste précise des pays de diffusions n'a pas été communiquée, il est simplement indiqué qu'il n'y aura pas de « restriction locale », l'ensemble des pays où l'app TV et Apple TV+ sont disponibles devraient donc être concernés,.

## Faits divers

### France

#### Publicité
Le 25 février 2021, Apple TV+ est rappelé à l'ordre par la mairie du 19e arrondissement de Paris pour avoir mis une publicité sans autorisation, François Dagnaud (maire de l'arrondissement) qualifiant alors la publicité pour Billie Eilish: The World's a Little Blurry de « publicité par affichage sauvage ». Plus tard, Colombe Brossel, l’adjointe au maire de Paris chargée de la propreté de l’espace public, annonce qu’Apple va payer les frais de recouvrement.